# Kel Mitchell
Kel Johari Rice Mitchell (Chicago, 25 agosto 1978) è un attore statunitense.

## Carriera
Originario del South Side. Ha frequentato la Chicago Vocational High School e ha preso lezioni di recitazione presso la ETA Creative Arts Foundation. Ha due sorelle, Kenyatta e Kyra.
Ha iniziato la sua carriera di attore all'età di 15 anni, nella serie di sketch comici di Nickelodeon All That, dal 1994 al 1999, assieme a Kenan Thompson. Lui e Thompson hanno lavorato alla serie Kenan & Kel dal 1996 al 2000. Hanno recitato nel film del 1997 Missione hamburger, nato da uno degli schizzi di Mitchell di All That. Il duo è apparso insieme in un episodio di Sister, Sister, in quattro episodi di The Steve Harvey Show e in uno speciale episodio in due parti di Cousin Skeeter. Hanno fatto una comparsa anche in un episodio di Sabrina, vita da strega.
Attivo anche come doppiatore, ha prestato la voce al cane T-Bone nella serie di cartoni animati Clifford dal 2000 al 2003. Inoltre, è comparso nel video musicale di Kanye West del 2004 All Falls Down, nei panni di un cameriere. Ha co-ospitato con Fredro Starr lo show di breve durata Dance 360. Dal 2005 al 2006, ha interpretato Manny Sellers nella sitcom One on One, e nel 2007 partecipa al programma televisivo Take the Cake di BET. Ha recitato anche nei film Honeydripper e Mystery Men. Nel 2003 ha fatto un'audizione presso il Saturday Night Live, ma ha perso contro il collega Kenan Thompson. Nel 2006, è stato oggetto di una bufala mortale, quando una voce si è diffusa su Myspace.
Nel marzo 2008, debutta come sceneggiatore e produttore nel film Dance Fu, in cui interpreta anche il protagonista. Sempre nel 2008, è apparso in due produzioni teatrali con sede a Detroit, Affairs e Laundromat, quest'ultima scritta da Carlos Faison e interpretata dal comico Buddy Lewis, Leanne "Lelee" Lyons del gruppo R&B SWV, l'imitatore e attore teatrale Matt Macis e la cantante e attrice Lauren "Lexxi" Alexis. faceva parte del programma Attack of the Show! della G4, dove interpretava vari personaggi. Ha avuto anche un ruolo ricorrente nello show della PBS Kids Curious George.
È stato tra i protagonisti della serie Game Shakers, nei panni di Double G, una superstar del rap e partner commerciale della società Game Shakers. ha anche recitato in Loiter Squad di Cartoon Network e in Love That Girl! della TV One, oltre a scrivere e dirigere il film ispiratore She Is Not My Sister e diversi video musicali.
Ha condotto la serie Tails of Valor, incentrata su storie vere di animali di servizio il cui lavoro ha cambiato la vita delle persone. Nello stesso anno ha gareggiato come concorrente di celebrità nella 28ª stagione di Dancing with the Stars, con il suo partner Witney Carson e si è classificato al secondo posto. Dal 2020 è lo speaker per lo spin-off di Ridiculousness - Veri American Idiots di MTV, Deliciousness.
Nel 2022, ha pubblicato un libro intitolato Blessed Mode: 90 Days to Level Up Your Faith, disponibile fisicamente, digitalmente e come audiolibro. Successivamente su piattaforme di streaming come Spotify e iTunes una canzone intitolata Blessed Mode.

## Vita privata
È stato sposato con Tyisha Hampton dal 1999 fino al 2005. Dal precedente matrimonio ha avuto 2 figli.
Nel 2012 sposa la rapper Asia Lee. I due hanno avuto due figli, il primo nato nel 2017 e il secondo nel 2020.
Mitchell e Lee hanno ricevuto un premio dalla Carson Black Chamber nel 2016 per il loro spettacolo The Back House Party. È il portavoce del Black College Expo.
Convertito al Cristianesimo, nel 2019 è diventato pastore presso lo Spirit Food Christian Center di Winnetka, Los Angeles.

## Filmografia parziale

### Cinema
- Missione hamburger (Good Burger), regia di Brian Robbins (1997)
- Mystery Men, regia di Kinka Usher (1999)
- Le avventure di Rocky e Bullwinkle (The Adventures of Rocky & Bullwinkle), regia di Des McAnuff (2000)
- Il sogno di Jerome (Like Mike 2: Streetball), regia di David Nelson (2006)
- Honeydripper, regia di John Sayles (2007)
- Dance Fu, regia di Cedric the Entertainer (2011)
- Battle of Los Angeles, regia di Mark Atkins (2011)
- Missione hamburger 2 (Good Burger 2), regia di Phil Traill (2023)

### Televisione
- All That – serie TV, 86 episodi (1994-2020)
- Kenan & Kel – serie TV, 62 episodi (1996-2000)
- The Steve Harvey Show – serie TV, 4 episodi (1996-1998)
- Sabrina, vita da strega (Sabrina, the Teenage Witch) – serie TV, un episodio (1998)
- Amanda Show – serie TV, un episodio (1999)
- Nash Bridges – serie TV, un episodio (2000)
- Strepitose Parkers (The Parkers) – serie TV, 3 episodi (2003)
- Half & Half – serie TV, un episodio (2004)
- Selvaggi (Complete Savages) – serie TV, un episodio (2005)
- One on One – serie TV, 6 episodi (2005-2006)
- Buona fortuna Charlie (Good Luck Charlie) – serie TV, un episodio (2011)
- Sam & Cat – serie TV, un episodio (2013)
- I Thunderman (The Thundermans) – serie TV, un episodio (2014)
- Liv e Maddie (Liv and Maddie) – serie TV, un episodio (2014)
- Game Shakers – serie TV, 61 episodi (2015-2019)
- Henry Danger – serie TV, un episodio (2017)

### Doppiaggio
- Clifford – serie TV, 63 episodi (2000-2003)
- La famiglia Proud (The Proud Family) – serie TV, un episodio (2001)
- Clifford's Really Big Movie, regia di Robert Ramirez (2004)
- Un cucciolo di nome Clifford (Clifford's Puppy Days) – serie TV, un episodio (2004)
- La Pantera Rosa & Co. (Pink Panther and Pals) – serie TV, 26 episodi (2010)
- Motorcity – serie TV, 17 episodi (2012)
- Wild Grinders – serie TV, 55 episodi (2012-2015)
- Robot Chicken – serie TV, un episodio (2015)
- SpongeBob – serie TV, un episodio (2019)

## Doppiatori italiani
Nelle versioni in italiano delle opere in cui ha recitato, Kel Mitchell è stato doppiato da:
- Matteo Zanotti in Game Shakers, Henry Danger, Missione hamburger 2
- Paolo Vivio in Kenan & Kel
- Massimiliano Manfredi in Missione hamburger
- Nanni Baldini in Mystery Men
- Stefano Crescentini ne Il sogno di Jerome
- Gianluca Crisafi in Liv e Maddie